# Johan Henrik Wegelin
Johan Henrik Wegelin, även kallad Sockerbrukspatronen, född den 21 april 1768 i Stockholm, död den 28 februari 1856 på Uttersbergs bruk, var en svensk grosshandlare, brukspatron och idrottare.

## Uppväxt
Johan Henrik Wegelin var son till brukspatronen Johan Wegelin och Hedvig Schméer. Han fick förnamnen efter sin morfar. Han växte upp under goda ekonomiska förhållanden och tillhörde släkten Wegelin, som kom till Sverige under 1600-talet från Riga som då tillhörde svenska Livland. 
Wegelin blev student vid Uppsala universitet 1784 och försvarade följande år, 1785, ett parti av professor Anders Gustaf Barchæus (1735-1806) avhandling och disputerade med avhandlingen "Om salpetersjuderiinrättningen i Sverige". Kort tid före disputationen hade han den 18 mars 1785 antogs han till auskultant i Bergskollegium med fin utsikt till befordran, sedan han avlagt vissa examina. Någon befordran tycks inte ha fullföljts, då han efter faderns död ärvde Uttersberg. Men det var långt senare som han bosatte sig på bruket, där han senare också avled.  Efter uppväxten i Sverige tillbringade han ett flertal år i Tyskland och England, där han skulle stöpas till industriidkare och köpman.

## Karriär

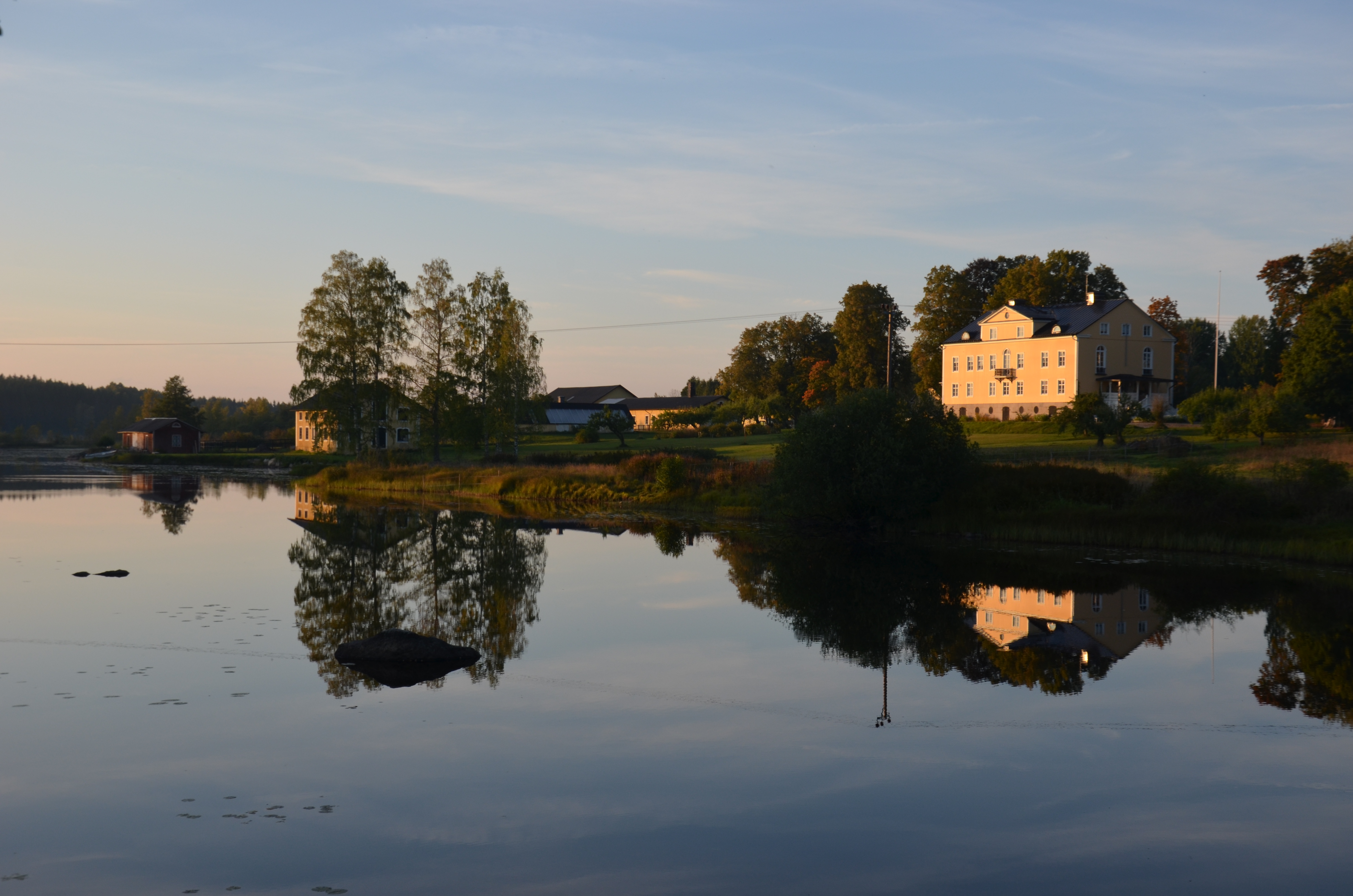
Herrgården i Uttersberg byggdes 1829 av Johan Henrik Wegelin.

Efter vistelsen utomlands återvände Wegelin hem till Stockholm, där han kom att biträda sin far vid familjens sockerbruk, det "Loheska sockerbruket" på Södermalm. År 1661 hade det bildats ett bruk på Mariaberget som kom att kallas Loheska sockerbruket efter Johan Lohe. Johan Lohe var bruksägare till två järnbruk, sockerbruk och handelshus samt bedrev skeppsfart och bankirrörelse. År 1795 hade Johan Henrik Wegelin förvärvat det Loheska sockerbruket på Södermalm. Tanto sockerbruk, som fanns åren från 1857 till 1956, var ett stort sockerraffinaderi som drevs i Tantoområdet invid Årstaviken strax öster om Årstabrons norra fäste på Södermalm i Stockholm. Sockerbruk hade bedrivits i mindre skala på denna tomt innan dess, åren 1758–1769 samt åren 1833–1850.
År 1842 ägdes Uttersbergs bruk i Skinnskatteberg i Västmanland av Johan Henrik Wegelin. Bruket hade sedan 1675 tillhört Östanfors bruk i Uttersberg. Wegelin blev ensam ägare till Uttersberg och inköpte senare Schisshytte bruk norr om Ludvika och nordväst om Smedjebacken och Rämshyttan sydväst om Borlänge i Stora Tuna socken, båda i Dalarna.
Enligt Sixten Rönnow sålde industrimannen greve Eric Ruuth år 1798 sin egendom Ulvsunda slott till brukspatron Johan Henrik Wegelin och grosshandlaren Lorens Jacob Groth till ett pris av 66 666 riksdaler och 32 skillingar. Men redan 1808 löste Wegelin in Groths andel. År 1830 sålde Wegelins barn hälften av godset till major Erik Gusander, som i sin tur sålde slottet och hälften av ägorna till generalmajoren, greve Gustaf Adolf Fredrik Wilhelm von Essen (1803-1874). Priset var 40 000 riksdaler banco.
Innan han år 1798 köpte halva Ulvsunda slott i Bromma socken väster om Stockholm, hade han dels 1794 köpt flera hus på Blasieholmen och ett hus vid Blasieholmstorg, som han likväl sålde 1814, sedan han bosatt sig i Uttersberg, dels 1795 förvärvat det Loheska sockerbruket på Södermalm, i vilket redan fadern Johan Wegelin haft två lotter. Han lät upprusta sockerbruket på Södermalm. Han importerade klinkertegel från Holland för reparation av bruket. Sockerbrukets tillverkningsvärde uppgick till över 13-14000 rdr banco. Loheska sockerbruket var ett annat sockerbruk, som låg på Tyskbagarbergen på Östermalm. Det var även känt som Brandelska sockerbruket. 1661 bildades det bruk på Mariaberget som kom att kallas Loheska sockerbruket efter Johan Lohe som 1692 övertog ledningen. Loheska sockerbruket låg inte på en specifik plats som ett eget hus eller område. Istället var det en del av Johan Lohes affärsverksamhet, som även inkluderade rederirörelse, järnbruk och lantegendomar. Johan Lohe var en rik handelsman i Stockholm under 1600-talet och hans familj ägde flera fastigheter i Gamla stan, inklusive huset på Lilla Nygatan 5 där Loheskatten hittades. Sockerbruket var alltså en del av hans övergripande affärsverksamhet, snarare än en separat anläggning. Johan Lohes familj var kända för sin förmögenhet som kom från olika affärsverksamheter, inklusive sockerbruket. De lånade även ut pengar till kungen och var kända för att vara rika och mäktiga. 
Loheskatten, som hittades i huset på Lilla Nygatan 5, bestod av 18 000 silvermynt och andra värdefulla föremål och gömdes troligen undan under oroliga tider på 1700-talet. Sammanfattningsvis var Loheska sockerbruket en del av Johan Lohes breda affärsimperium, snarare än en specifik byggnad eller plats.
Johan Henrik Wegelin övertog sockerbruket, "Södermalms sockerbruk", vid Stora Bastugatan 22 på Södermalm i Stockholm efter faderns död. "Södermalms sockerbruk", även känt som Loheska bruket, låg vid Bastugatan på Södermalm. Det drevs av Melker Jung och senare av Johan Lohe. Innan det blev ett sockerbruk fanns det badstugor längs med gatan. Bastugatan fick sitt nuvarande namn 1885.
Södermalm hade tidigare ett annat sockerbruk, Tanto sockerbruk, som låg vid Årstaviken. Detta bruk var större och hade över 200 anställda. Det revs på 1960-talet. Tanto sockerbruk hade en historia av sockerproduktion redan 1758-1769 och 1833-1850, innan det stora bruket stod klart 1857. Intressenterna sålde den 1 juni 1795 fastigheten "med Sockerbruks Privilegier, Inventarier och Redskap". Brukspatron Wegelin bedrev rörelsen för egen räkning till 1812, då han enligt köpeavtal av den 8 februari sålde bruket till hr Jacob Gödecke, som den 1 april 1812 tillträdde egendomen, alltjämt fortsättande sockerbruksrörelsen. Han kallades därför ibland för "Sockerbrukspatron". Johan Henrik Wegelin var också järngrossist i Stockholm. I början av 1800-talet var hans invägning av stångjärn omkring 2600 skeppund stapelstadsvikt per år, av vilket det mesta tydligen härrörde från Uttersberg.
Wegelin bodde en lång tid i Stockholm och på Ulvsunda slott och reste bara tillfälligtvis upp till sina bruk i Bergslagen. På Uttersberg bosatte han sig först på sin ålderdom. I äktenskapligt hänseende lär han ha fört ett mycket oregelbundet liv. Han gifte sig med sin sista älskarinna, skådespelerskan Hedvig Charlotta Lagerqvist. Hon avled i Stockholm år 1849 och Wegelin slog sig på allvar ned på Uttersberg. Hans boupptecknade förmögenhet uppgick till nära 591 tusen riksdaler. Dottern Johann Charlotta hade år 1834 blivit gift med baron Carl Fredrik Knut Nieroth. Paret bodde till en början på Schisshyttan, som sköttes av Nieroth, men flyttade efter Wegelins död till Uttersberg. I mars månad år 1873 sålde Brukspatron Nieroth Uttersberg till ett konsortium av bruksägare. Herrgården förbehölls emellertid herrskapet Nieroth under deras livstid, men båda makarna avled i april samma år. Efter ungefär 100 år gick Uttersbergs bruk ur släktens ägo.
Wegelin var ägare till Schisshyttan och Uttersbergs bruk, med flera bruk. Han ägde också flera fastigheter på Blasieholmen i centrala Stockholm, samt Ulfsunda gård i Bromma. I Uttersberg etablerade han en skola för barn till anställda vid bruket.
Wegelin var en av sin tids, under 1830-talet, "störste sportsmän". Som sådan kom han att ägna sig åt travkörning i Stockholms skärgård och Mälaren. Han var ägare till Sveriges första "slädtravare", "Sleipner Varg".

## Relationer
Wegelin räknades under sin tid som en av de största "rouéer" jämte  Gustav III:s gunstling Gustaf Mauritz Armfelt, översten Robert Montgomery och officer vid Nylands regemente, samt överhovjägmästaren Mårten Bunge, ägare av de stora Ockelboverken.
Han hade många älskarinnor, bland andra Sofie Löf (1769–1834) som var en av Fredrica (1760-1813) och Euphrosyne Löfs (1772-1828) yngre systrar.
Johan Henrik Wegelin hade ett långvarigt förhållande med Sofie Löf. Utan vigsel var han i samvetsäktenskap omkring 1796-1807 förenad med Sofie Löf (eller Sophia Löwe eller Löwen). Sofie Löfs far var en vid Gustav III:s hov anställd löpare, taffeltäckare och munkskänk. I hennes förhållande med Wegelin föddes fem barn, tre flickor (Hedda Sofia (1798–1869), Maria Isabella (1800–1875) samt en tredje dotter) och två pojkar (Johan Fredrik och Carl Henrik Wegelin). Han ska sedan ha tröttnat på henne och istället förälskat sig i greve Bunges "protegée", aktrisen Hedvig Charlotta Lagerqvist, med vilken han gifte sig. I äktenskapet föddes en son och tre döttrar, bland vilka märks dottern Johanna Charlotta Wegelin, född på Villa Beylon, som senare äktade friherre Carl Fredrik Knut Nieroth. Efter att Wegelins maka avlidit, 1849, bosatte han sig på Uttersbergs bruk i Västmanland, där han kom att dö år 1856, vid 88 års ålder. Vidare var han också svåger till brukspatronen på Hinseberg, Jacob Niclas Tersmeden.